# Железничка станица Табановце
Железничка станица Табановце је прва станица на прузи Скопље—Табановце. Налази се насељу Табановце у општини Куманово.

## Повезивање линија
Македонске железнице
- Пруга Скопље—Табановце

Железнице Србије
- Пруга Ниш—Прешево (—Табановце)